# KV-1
KV-1（ロシア語: КВ-1、カーヴェー・アヂーン）は、第二次世界大戦期のソ連軍の重戦車（45トン級）である。
当時のソ連国防相であるクリメント・ヴォロシーロフ（Климент Ворошилов）の名を冠したもので、略称はКВ。英語ではKV、ドイツ語ではKWと表記される。

## 概要
1939年に開発され、第二次世界大戦初期から中期にかけてT-34中戦車と共にソ連軍機甲部隊の中核をなした。
76.2mm砲を装備し、当時としては破格の重装甲を誇った本車は、独ソ戦当初、ドイツ軍の戦車や対戦車砲から放たれる砲弾をことごとく跳ね返し、彼らをして「怪物」と言わしめた。その一方、トランスミッションや砲の照準装置などの機械的信頼性、品質の低さはきわめて深刻であった（操縦手はハンマーでシフトレバーをたたいてギアチェンジすることもあった）。このため長時間の作戦行動では操縦士の疲労が甚だしく、補助操縦手兼整備手が乗り込んでいたほどだった。また、本車の特色である重装甲は重量の著しい増加を招いて運用上大きな制約となっており、後に軽量型であるKV-1Sが作られることとなる。
独ソ開戦当初無敵を誇り、SU-152、KV-2の様な派生型や改良型を産み出したKV-1も、ドイツ軍のIV号戦車の火力強化、88 mm高射砲、ティーガー、パンターの登場により次第にその価値を減じてゆき、主砲を85 mmに強化したKV-85を最後にISシリーズにその座を譲った。

## 開発と技術的特徴
1937年にT-35多砲塔重戦車の後継車両の開発が、ともにレニングラードにあるキーロフスキー工場（第100工場）およびボルシェビク工場（第174工場）の2つの設計局に命じられた。その結果、SMK（キーロフスキー工場）、T-100（ボルシェビク工場）と呼ばれる多砲塔重戦車が競合試作されたが、車体が巨大・大重量になり過ぎたことにより装甲強化の制約をうけたり機動・戦闘操作の困難さが生じるなど、当時すでに多砲塔戦車の欠点は明らかになりつつあった。
図面やモックアップの段階では砲塔が3～5つあった両戦車は、多砲塔戦車に懐疑的であったスターリンの不興もあって試作段階では2砲塔式に改められた。またキーロフスキー工場では、さらに独自の代替案として、コーチン主任技師の麾下にあるドゥホフ技師の設計チームを単一砲塔式重戦車の並行開発に着手させた。
SMK、T-100、そしてコーチン技師の義理の父親で、国防相でもあるクリメント・ヴォロシーロフの名を冠し「KV」と名付けられた単一砲塔型の3種は共に試作・検討されることになった。
3種の試作車は1939年夏までに完成、クビンカの試験場で審査が行われたが、機動性でも操作面でもKVが優れていると報告された。さらにその年の冬フィンランドへの侵攻が始まると、この3種の戦車は実戦試験のために前線に投入されたが、そこでますます単一砲塔のKVの優位性が確認され、1939年12月に制式採用が決定した。KV-1はその後1942年までに3000両以上が生産され、続いて軽量型のKV-1Sが翌1943年春まで生産された。
KVは並行開発されたSMKとは各部のデザインや部品が共通しており、SMKの縮小・単砲塔化型と見ることができる。KVの砲塔（試作型）はSMKの主砲塔とよく似ていて、当初は76.2mm砲と45mm砲を並列装備していたがこれはすぐに76.2mm砲のみに改められた。足回りにはSMK同様スウェーデンのランズベルク軽戦車に倣ったトーションバー・サスペンションが採用されていたが、これはもともと冶金工場であったキーロフスキー工場だからこそ導入できた新技術であった。転輪および履帯も当初はSMKと同じものが使われていたが、車体の小型化に伴い、SMKでは片側8個だった転輪はKVでは6個に減らされていた。この初期型転輪は他の普通の戦車と違い、リム部は鋼製で緩衝用ゴムをリムとハブの間に挟み込んで内蔵するという独特の構成であった。
砲塔上のハッチは一枚だけで、しかも戦車長は装填手を兼ねるため前方に移動するので、ここからの外部視察は不可能だった。戦闘中ハッチの下に居るのは補助操縦手兼整備手で、砲塔後部機銃を担当した。後にKV-1Sでは戦車長用キューポラが設置され、乗員の出入り用ハッチの位置も変更されている。またドイツ軍が鹵獲した物の中には、ドイツ製のキューポラを設置して視界を改善したものもある。

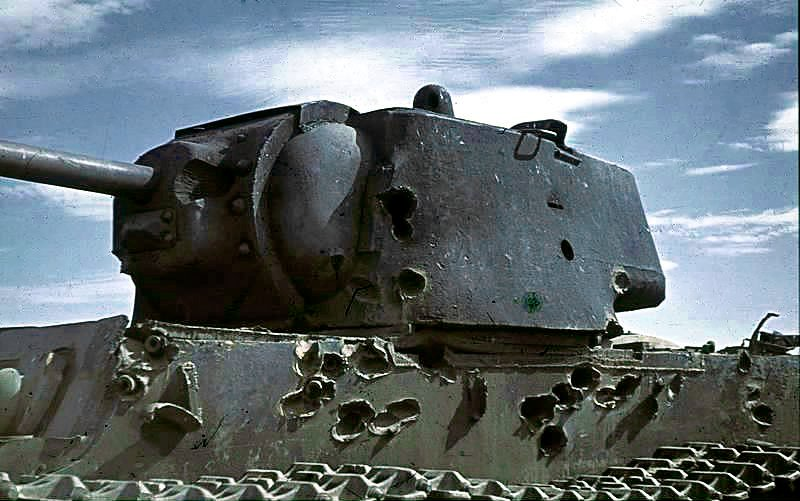
1942年に撮影された、スターリングラード郊外の平原で砲弾多数を受けたKV戦車。完全に貫通せず、装甲に刺さった状態の砲弾も見られる

装甲は初期の型で砲塔前面90mm、側面で75mm、後期の型では砲塔全周120mmと分厚く、特に開戦時にはドイツ軍の戦車砲・対戦車砲に対してはほぼ無敵を誇った。しかし、SMKに比べ小型・軽量化されたとはいえ40トンを越える車重はクラッチとトランスミッションに過大な負荷を強い、故障損失のほうが戦闘損失より多いこともしばしばだった。さらに行軍時に橋や道路に損傷を与え、他の戦闘車両の通行を阻害することも問題視された。後期の生産型になるほど装甲は強化されたため重量過大による信頼性の欠如は深刻化するばかりで、1942年にはついに新型トランスミッションを搭載するとともに車体・砲塔ともに設計をリファインし、KVの基本設計の範囲内でできる限りの軽量化を図ったKV-1Sが開発されて生産に移された。
また、76.2mmの主砲は当初30.5口径のL-11、その後31.5口径のF-32、さらに41.6口径のZIS-5と生産が進むにつれて漸次強化されていったが、それでも中戦車であるT-34と同等で重戦車としての存在意義を常に問われることになった。主砲は改良型のKV-1Sでも変わらず、そのためドイツ軍の新型重戦車ティーガーの登場を契機に、より強力な新型重戦車としてKVの発展型であるISが開発されることになる。

## バリエーション

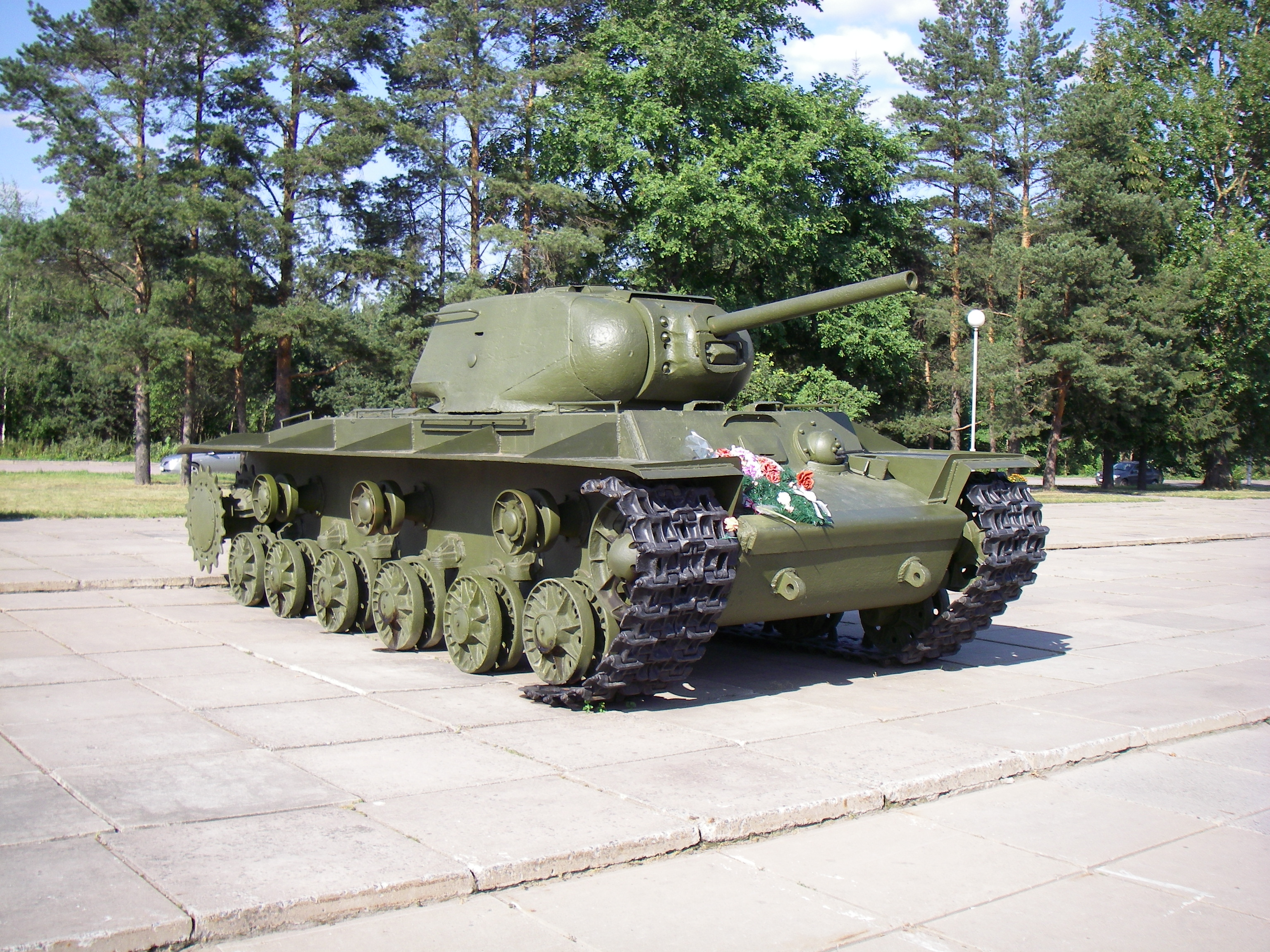
KV-1S

ソ連側は、主に生産時期によってKV-1を分類していたとされる。しかし、「＊＊年型」という呼称が示す仕様については、資料により差異がある。

1939年型

KV-1 1939年型（ロシア語: КВ-1 1939 года выпуска）
1939年12月から生産。主砲は30.5口径76mm砲L-11で装甲は75mm。当初は車体前面の機銃はなく、ピストルポートがあるだけだったが、L-11装備でも末期の生産車は、小防盾付きの車体機銃架が付けられた。
KV-1 1940年型（КВ-1 1940 года выпуска）
1940年後半から生産。主砲は31.5口径76mm砲F-32で装甲は初期75mm、後期90mm。初期生産型はほぼ1939年型のままで主砲が異なるのみだったが、後に、砲塔前側面、車体側面に増加装甲をボルト止めした仕様のものが生産された（KV-1E）。さらに後期の生産車ではこれらボルト止め増加装甲は廃止されたが、砲塔リング防御用の跳弾リブ、装甲強化型の新型溶接砲塔などが導入された。資料によっては、F-32搭載であっても、KV-1E以降の生産型を1941年型としている場合がある。

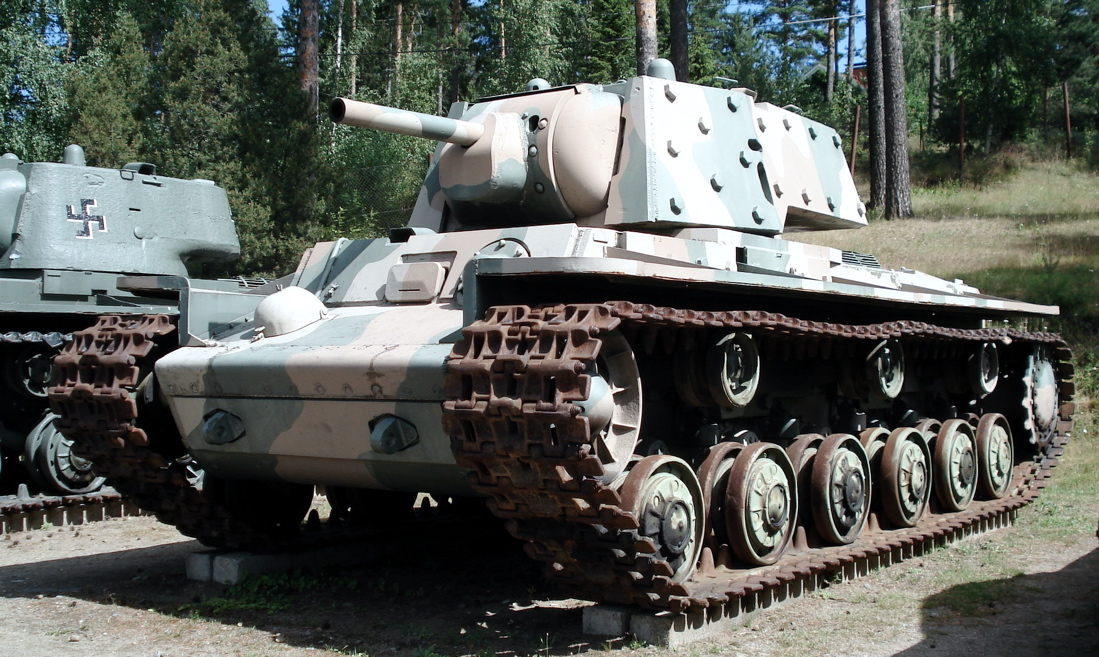
フィンランド軍で鹵獲使用されたKV-1E

KV-1E（КВ-1 с Экранами）
1940年型のうち、35mmの装甲をボルト止めで追加したもの。第二次大戦開戦前、他国の強力な対戦車砲登場の報に惑わされた砲兵局のグリゴリー・クリーク元帥により提言されていたものが、1941年の独ソ戦開戦に伴い、ドイツ軍の8.8cm高射砲による対戦車射撃によって現実化したため、急遽、応急の装甲強化措置として実行されたものである。
この結果、総重量は50トンに達し、さらなる機動性低下を招いた。この仕様の生産は一時期なもので、その後基本装甲そのものを増した型（1942年型）が作られることになる。
“KV-1E”とはソビエト軍における通称の“KV-1 s Ekranami”（ロシア語: КВ-1 с Экранами：直訳すると「KV-1 平幕装着型」だが、この場合は増加装甲が施されていることを示したもの）の略称形であるKV-1E（КВ-1Э）の“E（Э）”が制式名称であると誤解されたところから来たもので、このような制式番号の車種があったわけではない。
KV-1 1941年型（КВ-1 1941 года выпуска）
1941年7月から生産。主砲は41.5口径76mm戦車砲ZIS-5。1941年型の生産開始後ほどなくして、迫るドイツ軍を避けるため、レニングラードのキーロフスキー工場はウラル地方のチェリャビンスクに疎開することとなった。疎開後、生産性の向上を狙い、新たに鋳造の砲塔も生産され始め、従来の溶接砲塔と並行して使われるようになった。また、それと前後して緩衝ゴムを内蔵しない、簡略型の全鋼製転輪が導入された。
KV-1 1942年型（КВ-1 1942 года выпуска）
全体に装甲を強化した型で、主砲は41.5口径76mm戦車砲ZIS-5のままだが、装甲は車体側面で90mm、最大で105mmあるいは120mmまで増厚され（砲塔部）、重量は47tに増加した。これに伴い、車体後部オーバーハング部の形状が角形に改められた。砲塔は従来よりさらに装甲が強化された、溶接型、鋳造型の2種が使われた。資料によっては、車体の新旧にかかわらず、装甲強化型鋳造砲塔搭載型のみを1942年型とする場合もある。
KV-1S（КВ-1с）
軽量化と駆動系の改良。砲塔はT-34 1943年型のものに似た新型になった。装甲を82mmにまで薄くした事に加え、車体後部の傾斜をきつくして低め、履帯や転輪も軽量型が使われるなど、わずかずつでも重量を減らす努力が各部に払われ、重量は42tに抑えられた。しかし、武装は従来型と変わらず、しかも装甲が薄くなったことで、ますます重戦車としての価値が疑われることにも繋がった。また、新型の砲塔にはKV系列としては初めて車長用キューポラが設置された。ただし、このキューポラはドイツ戦車や、後のIS系列のものとは違い、完全に視察専用で、上面に乗降用ハッチは持たなかった。S（с）とは“skorokhodnuju（ロシア語: скороходную：高速走行型）”を示す。1942年8月から1943年4月にかけて1370両が生産された。

### ドイツ軍での分類
一方ドイツ側は独自に次のような分類を行っていた。
KW-1A
溶接砲塔を搭載したもの。この分類はかなり雑なもので、例えば1939年型でも1942年型でも溶接砲塔を搭載しているものはみなKW-1Aとみなされた。
KW-1B
ボルト止めの増加装甲を付けたもので、ソ連側のKV-1Eにあたる。
KW-1C
鋳造砲塔を搭載したもの。
Pz.Kpfw.KW-1 753(r)
ドイツ軍が鹵獲したKV-1に与えられた形式名称。
Pz.Kpfw.KW-1 753(r) mit 7.5 Kw.K L/43
鹵獲したKV-1 1942年型のうち、少なくとも1輌に主砲を防盾ごとIV号戦車G型と同じ43口径75mm砲に換装し、砲塔上にIV号戦車用のキューポラとT-34用のベンチレーターを取り付ける改造を行ったもの。

## 派生型
KV-2（ロシア語: КВ-2)
陣地攻撃用に、大型砲塔に152mm榴弾砲を搭載した型。

KV-8（КВ-8）
火炎放射戦車。1941年型もしくは1942年型をベースに製作された。45mm砲と火炎放射器を砲塔に同軸装備、45mm砲には欺瞞のために砲身を太く見せるカバーが被せられている。最初のKV-8は1941年12月に1941年型をベースに作られ、翌1942年、次のKV-8Sと合わせて102両が生産された。
KV-8S（КВ-8с）
KV-1Sをベースに作られたKV-8と同様の車両。
KV-85
KVの後継車両としてIS系列が開発されたが、前線からは一日も早く強力な重戦車の配備が要求されていたものの、ISの生産にはなお時日が必要であったため、急遽、KV-1Sの車体に85mm砲を備えるIS-1の砲塔を搭載した暫定折衷型が作られ、KV-85として制式採用された。ISの砲塔はKVに比べて砲塔リングが大きく、このため、車体は砲塔搭載部で左右に張り出しが設けられた。KV-85は1943年中に143両（もしくは130両）が生産された。

KV-T
KV-1の砲塔を外し牽引車に転用したもの。通常のKV-1ベース、KV-1Sベースの両方がある。
KV-1地雷処理車
KV-1・1942年型の前部にPT-34地雷処理ローラーを装着したもの。1944年夏、フィンランド戦線のカレリア地区の突破作戦に使われた。
SU-152
KV-1Sの車体に152mm榴弾砲を搭載した自走砲で、当初KV-14の名称で試作された。ドイツ軍のティーガー重戦車の登場により、これを撃破し得る車両が早急に必要となり、1942年1～2月、KV-1Sをベースにケースメート式戦闘室を設け、大口径火砲を搭載する本車が、たった25日間の期間で開発された。直ちに制式採用された本車は、1942年3月1日から生産が開始され、翌年秋までに約700両が生産された。

## 試作派生型

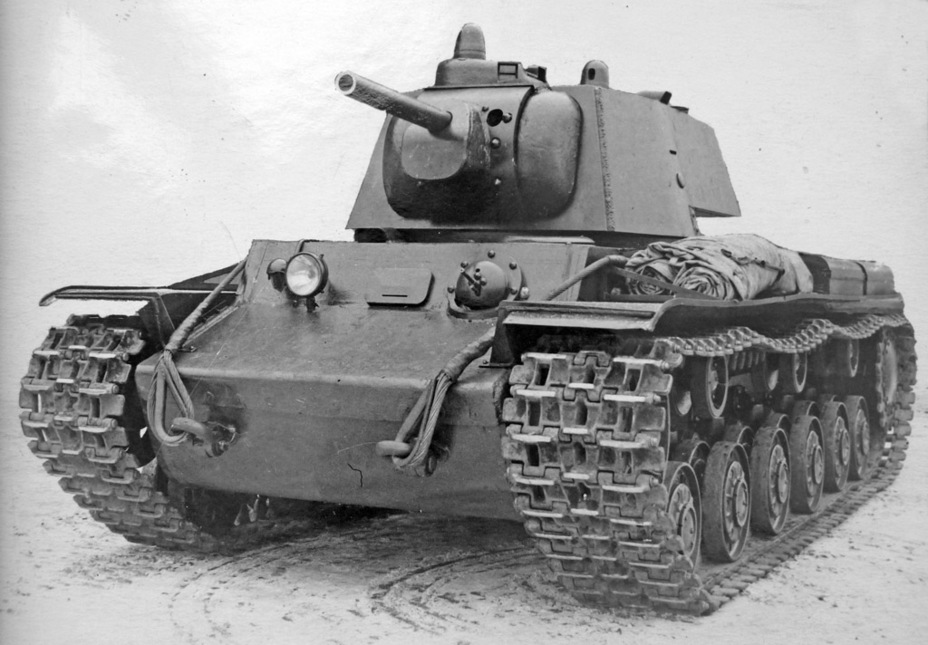
T-150

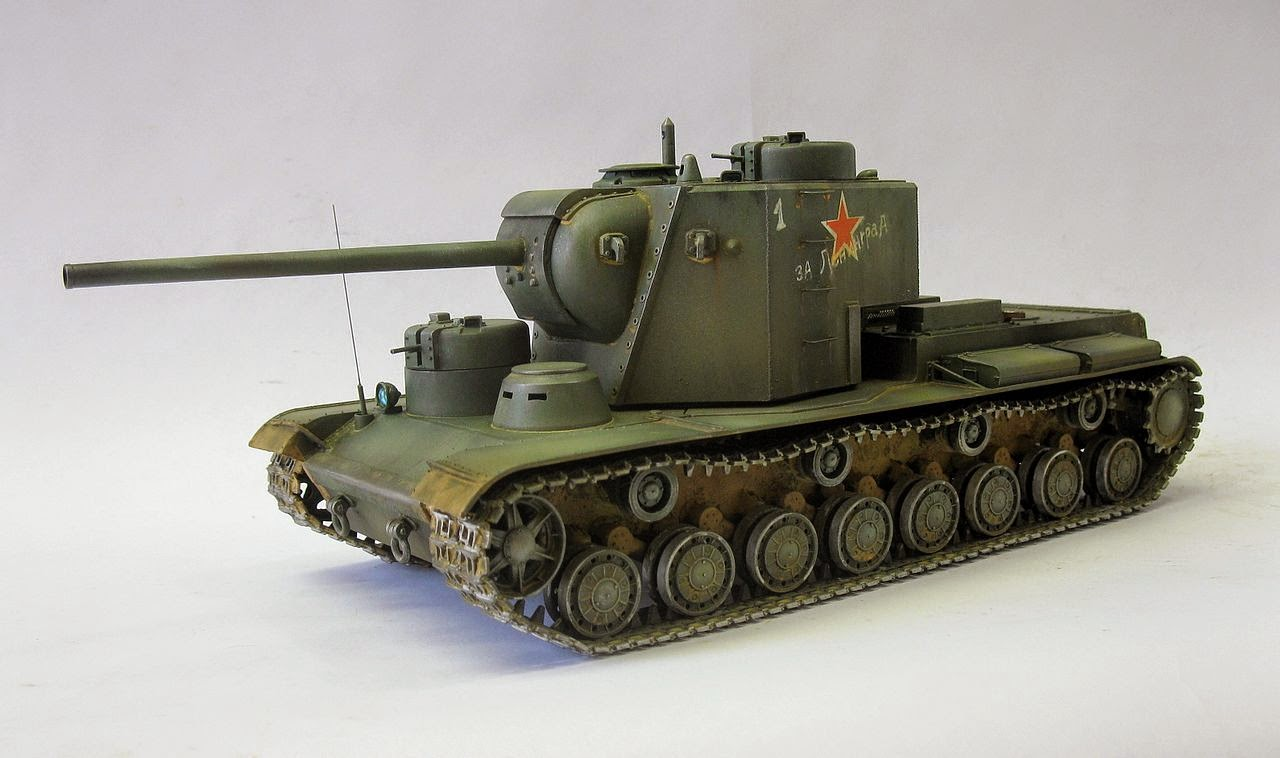
KV-5

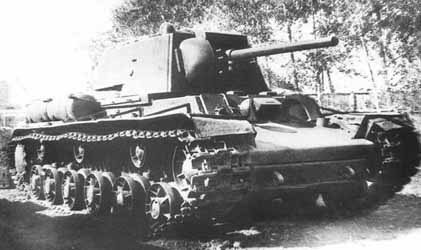
KV-12

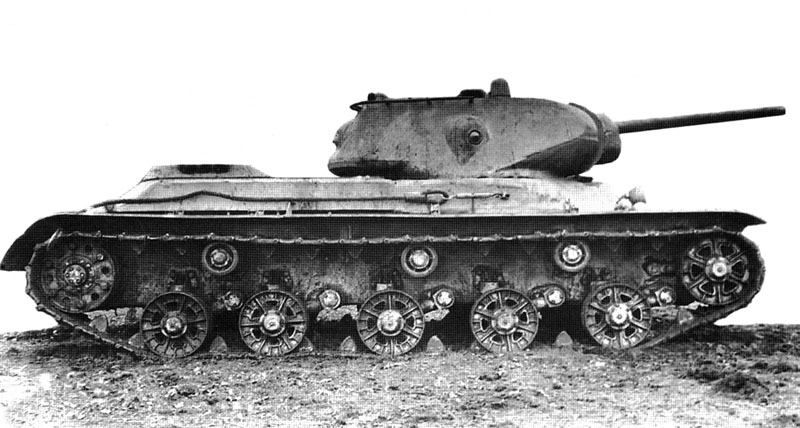
KV-13

T-150 (KV-3)

KV-1の改良型で、装甲やエンジンの強化の他各部を手直ししたもの。
KV-220 (KV-3)
延長された車体に85mm砲や107mm砲を搭載。1941年に試作車が完成。
KV-4
107mm砲を搭載する重量100トン前後の超重戦車。さまざまなスタイルの計画案が出された。
結局ペーパープランのみと思われていたが、1941年11月にはKV-4のプロトタイプが完成していた、しかし独ソ戦により、KV-5の計画と共にKV-4の開発も中止されてしまった。
KV-5

KV-4を上回る超重戦車。こちらも計画のみ。
KV-6
試作火炎放射戦車。
車体前方機銃の代わりにATO-41火炎放射器が設置され、車内に燃料タンクが搭載されていた。1941年の春から夏頃にかけて改造が行われ（総数は不明）、このうち4両が第124戦車旅団に配備され、レニングラード周辺での戦闘で使用された。この車両の有用性が認められ、この後KV-8の量産に繋がった。
これとは別に、資料等によりKV-6とされる車両が何種か知られている。
- 主砲を76.2mm砲としたままで、主砲と同軸に火炎放射器を搭載した火炎放射戦車
- 後述のKV-7自走砲のうちの1種
- 延長したKV-1の車体の前後にKV-1の砲塔、中央にKV-2の砲塔を搭載した多砲塔戦車

最後のものは、1997年にモデラーが市販プラモデルを改造して製作した"架空車両"であるが、インターネット上などで有名になり、この車両の開発史や運用史を記した架空のストーリーや加工写真が作成されるなどした。
KV-7
多砲身自走砲。ケースメート式固定戦闘室に、76mm砲1門+45mm砲2門（KV-7ヴァリアント1）、あるいは76mm砲2門（KV-7ヴァリアント2）を備える。資料によっては前者をKV-6、後者をKV-7としているものもある。
KV-9
76mm砲に代わり122mm榴弾砲を装備した試作突撃戦車/支援戦車。
KV-12
毒ガス散布装置を搭載した試作化学戦車。
KV-13
中戦車、重戦車の枠を越えた汎用戦車として、1942年に試作された。目指したのは中戦車なみの機動性と重戦車なみの防御力で、片側転輪5つの、小型の車体が新設計された。この車体形状、特に鋳造の車体前部のデザインは、後にKVの発展型であるISに活かされた。
KV-1K
KARST-1 近距離用ロケット砲を両フェンダーに計4基搭載した試作車両。1942年の夏に開発と試験が行われ、結果を受けてKV-1Sをベースにした量産指示が出されたとされるが、その後の量産は行われなかった。
S-51
KV-1Sの車体を流用、203mm榴弾砲を搭載した自走砲。
KV-1S-85
KV-1Sに85mm砲を装備したもの。KV-85と違い砲塔はKV-1Sそのままである。しかし1Sの砲塔はそのまま85mm砲を搭載するには小さく、試作のみに終わった。
KV-122
IS-2戦車の生産延滞に対処し、代用としてKV-85に122mm加農砲を搭載した試作車輛。

## 登場作品

### 映画
『タンク・ソルジャー 重戦車KV-1』
ソ連軍第15戦車団のコノワロフらが搭乗する戦車として登場。

### 漫画・アニメ・小説
『街道上の怪物』小林源文
バルバロッサ作戦中にドイツ軍の進撃を一両で食い止めたKV-1のエピソードを描写したもの。
『美味しんぼ』
「黒い刺身」で中国残留孤児の蔡進栄の回想で、終戦後に日本へ引き上げる日本人の一団をソ連軍が襲うシーンで登場。
『ガールズ&パンツァー プラウダ戦記』
プラウダ高校がZIS-5砲搭載型を保有している。
『同志少女よ、敵を撃て』
T-34とともにウラヌス作戦に投入され、LT-38を撃破する。

### ゲーム
『Tank Troopers』
KV-1として登場。53000G（Gはゲーム内の通貨）を支払うことで選択可能となる。
『War Thunder』
ソ連重戦車ツリーにてKV-1 L11砲・ZiS-5砲搭載型・KV-1S・KV-85・KV-2が開発可能。プレミアムとしてKV-1E、KV220、
ドイツ鹵獲仕様のPz.Kpfw.KW-1 753(r) mit 7.5 Kw.K L/43とPz.Kpfw.KW-2 754(r)、フィンランド軍鹵獲仕様のKW-1Bが登場。
『World of Tanks』
ソ連重戦車KV-1・KV-1Sとして開発可能。派生型のソ連重戦車KV-2・KV-85、ソ連駆逐戦車SU-152が開発可能。また、ソ連課金駆逐戦車としてISU152kという戦車が時期にもよるが購入可能。＊(通常の技術ツリーの戦車ISU152を、課金バージョンにした戦車。装甲や機動性は、ほとんど本家ISUと変わらないが、BL-10という主砲を本家から取り上げてISU152kという、名前をつけて発売したもの。）。試作派生車のソ連重戦車T-150・KV-220・KV-3・KV-4・ソ連中戦車KV-13、ソ連自走砲S-51が登場。また、課金専用の戦車としてKV-5・KV-122が登場している。また、ドイツ軍が鹵獲したKV-1をKW-1と改名して発売している。
『トータル・タンク・シミュレーター』
ソビエト連邦の重戦車KV-1として41年の鋳造砲塔型が登場。またKV-2、KV-4も登場。
『コンバットチョロQ』
ロシアタンクとしてKV-1とKV-1Bが登場。また、アリーナの38番の敵としてKV-1、42番の敵としてKV-1Bが登場。
『パンツァーフロント』
40年型と42年型が登場。